# پامانوکان
پامانوکان (اندونزیایی: Pamanukan) شهری در استان جاوه غربی کشور اندونزی است. جمعیت این شهر بر اساس سرشماری سال ۱۹۹۰ میلادی، ۳۱٫۴۳۲ نفر و بر اساس سرشماری سال ۲۰۰۰ میلادی، ۸۳٫۷۸۰ بوده که در سال ۲۰۰۷ میلادی به ۱۳۱٫۰۰۹ نفر افزایش یافته‌است.